# Eta (Flugzeug)
Die Eta (Eigenschreibweise: eta) ist ein eigenstartfähiges doppelsitziges Segelflugzeug mit 30,90 m Spannweite der Offenen Klasse. Das weltweit größte und leistungsfähigste Sportsegelflugzeug hat eine beste Gleitzahl von etwa 70.

## Geschichte

### Die ersten Modelle

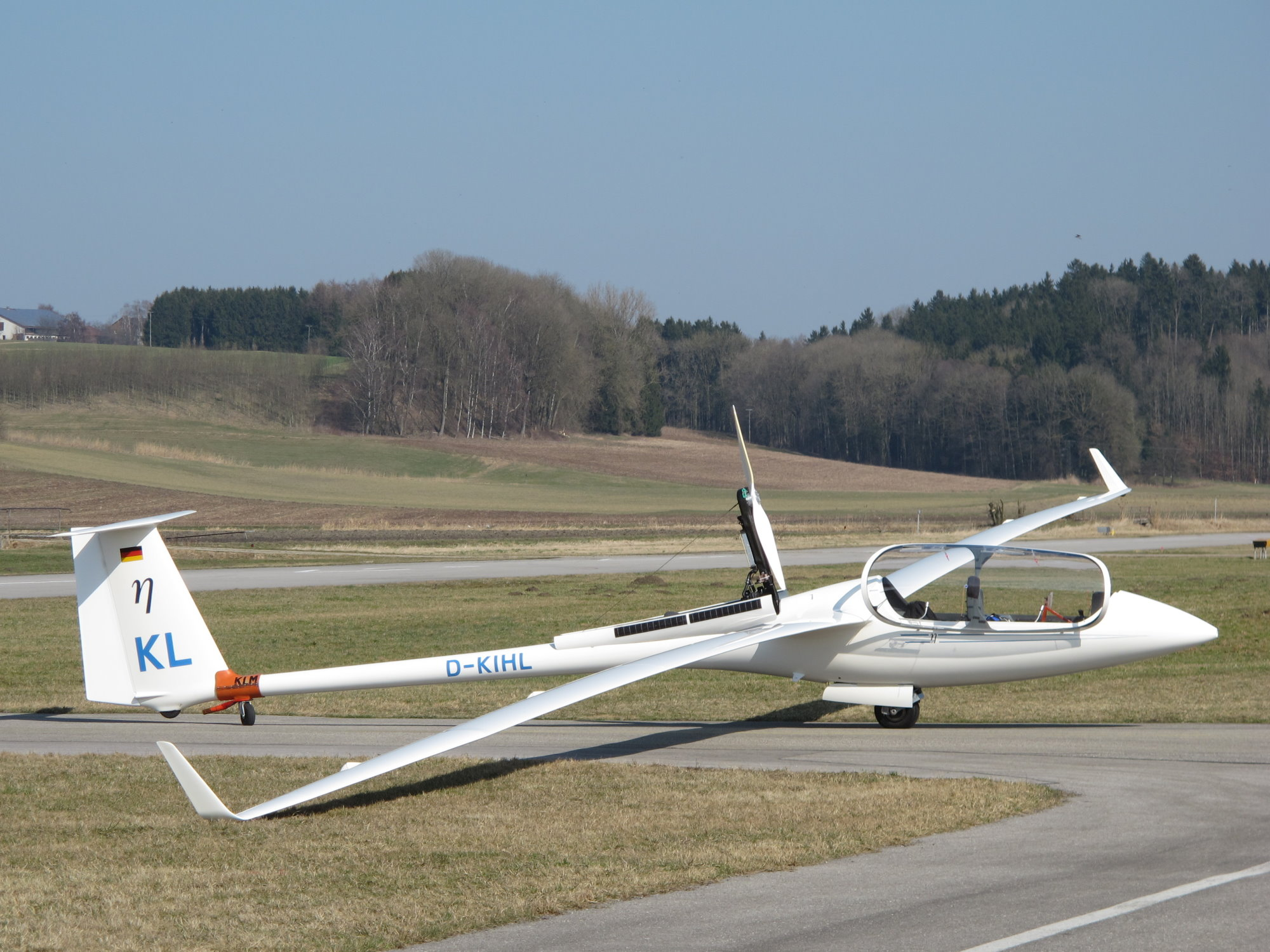
Eta Werknr. 6

Es wurden zunächst drei Eta gebaut. Im September 2003 stürzte der zweite Prototyp während der Flugerprobung nach Strukturversagen ab.
Das Flugzeug befand sich außerhalb der bei der Konstruktion vorgesehenen Flugenveloppe. Beide Piloten konnten sich mit dem Fallschirm retten. Daraufhin wurde der erste Prototyp geändert und die Flugversuche ohne Probleme fortgesetzt.
Das Flugzeug wurde in Kleinstserie in Handarbeit hergestellt. Vorgesehen war eine Produktion von drei Flugzeugen im Jahr, sechs wurden bisher gebaut. Zusätzlich wurde als Ersatz ein weiteres Tragflügelpaar mit der Bauteilnummer 7 fertig- und ein JAA Form One ausgestellt.

### Nimeta

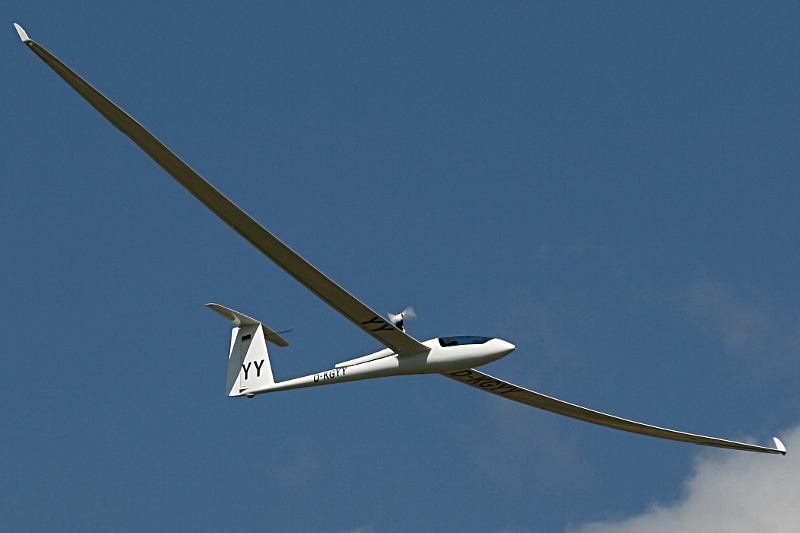
Nimeta

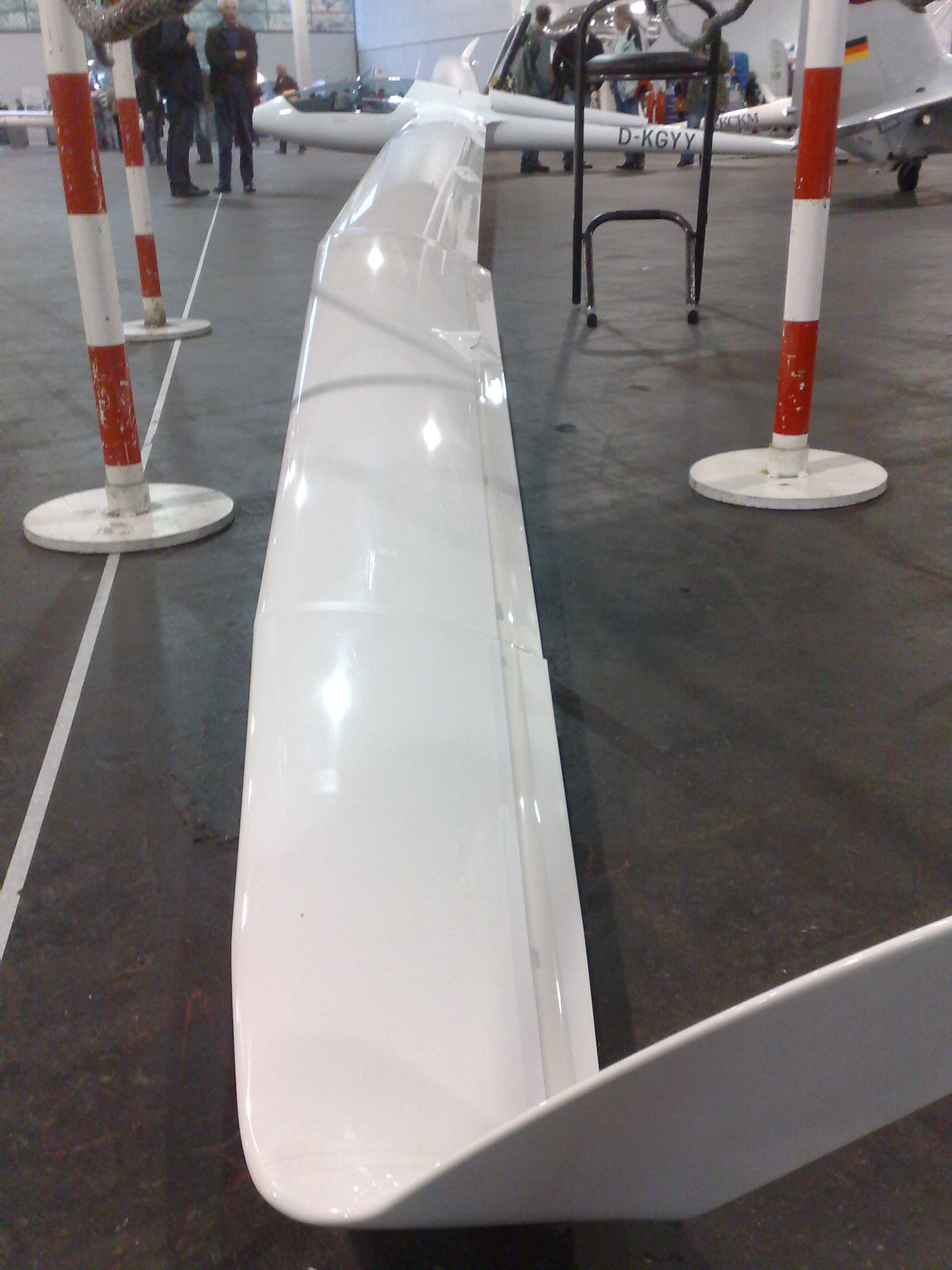
Nimeta mit dem alten Außenflügel

Am 21. Juli 2009 fand der Erstflug der „Nimeta“ statt. Das Flugzeug wurde im Auftrag des Segelflugweltmeisters Bruno Gantenbrink, der bereits eine „Eta“ besitzt, in zweijähriger Entwicklungs- und Bauzeit von der Fa. Glasfaser-Flugzeug-Service GmbH Hansjörg Streifeneder fertiggestellt.
Die Nimeta ist ein Motorsegler mit einem modifizierten Rumpf des Nimbus-4 und dessen Höhenleitwerk sowie einem Eta-Flügel – die als Ersatz gefertigte Bauteilnummer 7. Bei der Kombination der grundverschiedenen Mechanik von Rumpf und Flügel wurde auch die Flügel-Rumpfverbindung neu gestaltet und das Seitenleitwerk um 20 % vergrößert.
Das Triebwerkssystem wurde komplett vom System Ventus/Nimbus übernommen und von Schempp-Hirth Flugzeugbau montiert.
Am 17. Mai 2012 stürzte das Flugzeug während der Flugerprobung vom Verkehrslandeplatz Aalen-Heidenheim/Elchingen aus ab, der Testpilot konnte sich mit dem Fallschirm retten.
Die Nimeta wurde instand gesetzt und fliegt seit dem 17. Oktober 2014 wieder. Inzwischen wurden beim Flugzeugbau Streifeneder neue Formen gefertigt und ein schlankerer Außenflügel ohne den typischen Tiefensprung hergestellt.
Am 29. Juni 2017 fand auf dem Flugplatz Mengen der Erstflug der Nimeta mit dem neuen Außenflügel statt.

## Platzierungen bei Wettbewerben
Die Maschine erregte erstmals 2003 bei der Weltmeisterschaft in Leszno Aufmerksamkeit. Janusz Centka konnte sich fünf Tagessiege sichern und wurde in der Gesamtwertung Zweiter. Auch in anderen Wettbewerben wurden gute Platzierungen erreicht.
Im Mai 2009 erreichte Hans-Werner Grosse im Lüsse-Cup mit einer Eta den dritten Platz in der Offenen Klasse.

## Technische Daten
| Kenngröße             | Daten                 |
| --------------------- | --------------------- |
| Besatzung             | 2                     |
| Länge                 | 9,84 m                |
| Spannweite            | 30,90 m               |
| Flügelfläche          | 18,6 m²               |
| Flügelstreckung       | 51,33                 |
| Gleitzahl             | ca. 70                |
| Geringstes Sinken     | 0,1 m/s bei 120 km/h  |
| Leermasse             | 635 kg                |
| max. Startmasse       | 850 kg                |
| max. Flächenbelastung | 45,7 kg/m²            |
| Höchstgeschwindigkeit | 280 km/h              |
| Segelflug-Index       | 127                   |
| Triebwerk             | Solo 2625/2 mit 47 kW |